# Suzanne Osten

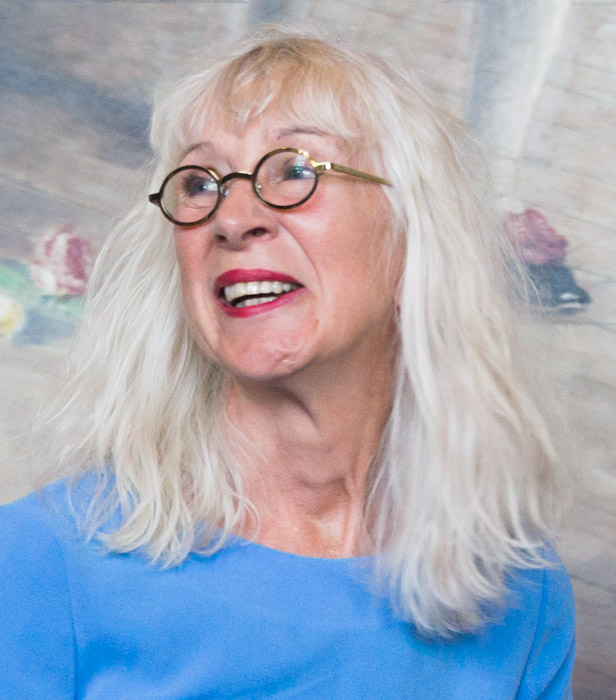
Suzanne Osten (2015)

Suzanne Osten (Aussprache [sɵˌsanː ˈɔsːtən], * 20. Juni 1944 in Stockholm; † 29. Oktober 2024) war eine schwedische Theater- und Filmregisseurin, Professorin und Ehrendoktorin.

## Leben
Osten war lange eine führende Persönlichkeit des schwedischen Kindertheaters. Sie gründete 1975 die Sektion Unga Klara am Stockholmer Stadttheater und war lange deren kulturelle Leiterin. Unter dem Einfluss von Alice Miller, einer erfolgreichen Kinderpsychologin und Primärtherapeutin, schrieb Osten viele Theaterstücke für Kinder. Ab 1995 war Osten Professorin am Dramatischen Institut in Stockholm.
Seit den 1970er Jahren war Osten politisch aktiv. Zusammen mit Margareta Garpe schrieb sie 1971 das Stück Tjejesnack (ungefähr: Weibertratsch) das weibliche Teenager als Zielgruppe hatte. Einige Lieder aus dem Stück, wie das feministische Kampflied Vi måste höja våra röster (Wir müssen unsere Stimmen erheben), wurden später ins Musikalbum Sånger för kvinnor (Lieder für Frauen) aufgenommen. Weitere gemeinsame Werke von Osten und Gaupe waren Kärleksföreställningen (1973), Jösses flickor (1974) und Fabriksflickorna (1980). Alle hatten einen starken Bezug zur sozialistisch feministischen Vereinigung Grupp 8.
Für ihre Filmkomödie The Mozart Brothers wurde sie 1986 mit einem Guldbagge für die Beste Regie ausgezeichnet. Genau wie die Theaterstücke hatten die meisten Filme von Osten politische Inhalte. In Der Schutzengel (1990) griff sie die Problematik des politischen Terrorismus auf. In Tala! Det är så mörkt (Sprich! Es ist so dunkel) beschrieb sie das Aufkeimen des Neonazismus in den 1980er und 1990er Jahren. Als Ursachen stellte sie die steigende Arbeitslosigkeit und das Fehlen von moralischen Wurzeln bei den heutigen Jugendlichen dar.
2018 erhielt sie das Astrid Lindgrens Värld-Stipendium.

## Filmografie (Auswahl)
- 1982: Mamma
- 1986: The Mozart Brothers (Bröderna Mozart)
- 1990: Der Schutzengel (Skyddsängeln) – nach Der letzte Sommer von Ricarda Huch
- 1993: Tala! Det är så mörkt
- 2005: Wellkåmm to Verona
- 2016: Flickan, mamman och demonerna